# Чередарчук, Маркиян Романович
Маркиян Романович Чередарчук (укр. Маркіян Романович Чередарчук; род. 20 мая 1940, Межигорцы) — советский и украинский флейтист, Заслуженный артист Украинской ССР (1982).

## Биография
Маркиян Чередарчук получил среднее образование в школе № 1 города Коломыя. В 1962 году он окончил Черновицкое музыкальное училище по классу И. Петрова, а в 1970 — Киевскую консерваторию по классу Андрея Проценко. С 1965 по 1969 год Чередарчук играл в ансамбле песни и танца Киевского военного округа, с 1969 по 1973 — в оркестре Оперной студии Киевской консерватории. В 1973 году стал первым флейтистом Украинского ансамбля песни и танца имени Павла Вирского. В 1982 году Маркияну Чередарчуку было присвоено почётное звание заслуженный артист Украинской ССР.